# Maralik
Maralik (armenio: Մարալիկ) es una comunidad urbana de Armenia perteneciente a la provincia de Shirak.
En 2011 tiene 5398 habitantes.
Se conoce su existencia desde el siglo V, aunque ha tenido diversos nombres a lo largo de la historia, como Molla Gokcha o Kaputan, hasta que en 1935 adoptó el actual topónimo. Le fue reconocido el estatus urbano en 1962. En una iglesia de la localidad hay numerosos jachkares de los siglos XI y XII.
Se ubica sobre la carretera M1, unos 20 km al sur de Gyumri.